# Жираф (съзвездие)
Жираф е голямо, но бледо северно съзвездие, записано за пръв път през 1624 г. Поради липсата на ярки звезди, то се счита за най-тъмната област в цялото северно полукълбо. Тъй като е модерно съзвездие, за него няма съпътстващи митове. Поради бледостта на звездите в него и в съседното съзвездие Рис, древните гърци са считали тази част на небето за пустиня.
След 40 000 години космическият апарат Вояджър 1 се очаква да премине на разстояние 1,6 светлинна година покрай звездата AC+793888, която се намира в съзвездието Жираф.